# Populous (azienda)
Populous, in precedenza HOK Sport Venue Event, è uno studio di architettura specializzato nella progettazione di centri congressi e impianti sportivi.

## Storia
Populous inizialmente aveva il nome HOK Sport Venue Event, in quanto parte di HOK Group.
A gennaio 2009 tramite un management buyout si staccò da HOK Group, diventando uno studio indipendente.
Lo studio gode di notevole fama dovuta alla progettazione di nuovi ed avveniristici stadi quali: Yankee Stadium a New York, Wembley Stadium a Londra, Wimbledon Centre Court, Target Field a Minneapolis, AT&T Park, United Center, Busch Stadium, Heinz Field, Reliant Stadium, Emirates Stadium, University of Phoenix Stadium, Olympic Stadium, Estádio da Luz e il Millennium Stadium.